# Lycophotia varia
Lycophotia varia là một loài bướm đêm trong họ Noctuidae.